# Kara Goucher
Kara Goucher, född 9 juli 1978, är en amerikansk friidrottare (medel- och långdistanslöpare).
Gouchers första större mästerskap var VM 2007 i Osaka då hon slutade trea på 10 000 meter. Hennes bronsmedalj korrigerades 2017 till en silvermedalj, sedan Elvan Abeylegesse, tvåan i loppet, diskvalificerats.

## Personliga rekord
- 5 000 meter - 15:08,13
- 10 000 meter - 31:17,12